# Il collasso dell'Impero
Il collasso dell'Impero (The Collapsing Empire) è un romanzo fantascientifico del 2017 dello scrittore statunitense John Scalzi.

## Trama
Grazie alla scoperta del Flusso il genere umano ha la possibilità di spostarsi nel cosmo raggiungendo stelle e pianeti lontani anni luce dalla Terra; questo ha permesso di formare l'Interdipendenza, retta da un governo imperiale. Proprio nel momento in cui sta per insediarsi la nuova imperatrice, tuttavia, sul pianeta Fine avviene una scoperta che potrebbe scuotere le intere fondamenta della civiltà umana.

## Accoglienza
Il romanzo ha vinto il Premio Locus per il miglior romanzo di fantascienza ed è stato candidato al Premio Hugo, senza aggiudicarselo.

## Edizioni
- John Scalzi, Il collasso dell'Impero, traduzione di Annarita Guarnieri, Fantascienza, Fanucci, 2017,  p. 268, ISBN 9788834733738.